# 13250 Danieladucato
13250 Danieladucato è un asteroide della fascia principale. Scoperto nel 1998, presenta un'orbita caratterizzata da un semiasse maggiore pari a 2,2296204 UA e da un'eccentricità  di 0,1327879, inclinata di 3,95074° rispetto all'eclittica.
Questo pianeta è stato dedicato dai due scopritori a Daniela Ducato (n. 1960) astronomo dilettante italiana, di Guspini.